# Redea (gmina)
Redea – gmina w Rumunii, w okręgu Aluta. Obejmuje miejscowości Redea, Redișoara i Valea Soarelui. W 2011 roku liczyła 3006 mieszkańców.